# Thyriodes dissimilis
Thyriodes dissimilis là một loài bướm đêm trong họ Noctuidae.